# Gérard Schivardi

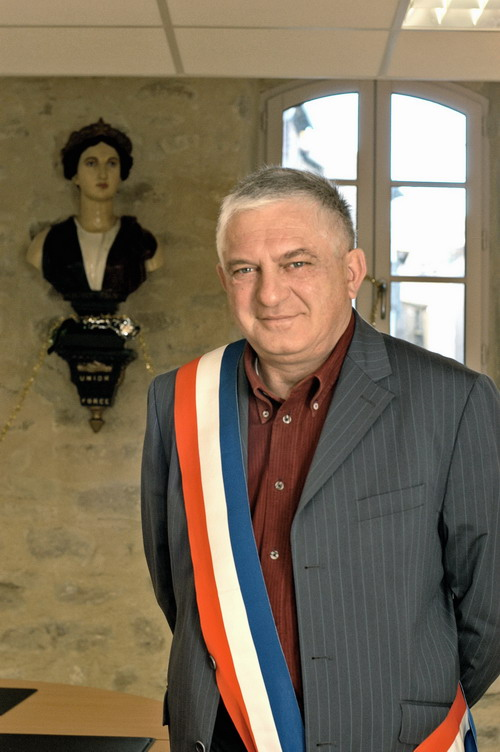
Gérard Schivardi

Gérard Schivardi (* 17. April 1950 in Narbonne) ist ein französischer Politiker. Der Maurer und parteilose Bürgermeister des südwestfranzösischen Dorfes Mailhac trat er bei der französischen Präsidentschaftswahl 2007 als einer von zwölf Kandidaten an. Er erhielt 123.540 Stimmen, die einen Anteil von 0,34 Prozent ausmachten. Somit erzielte er das schlechteste Ergebnis von allen Präsidentschaftsbewerbern.

## Politisches Wirken
Schivardi war von 1973 bis 1988 Vorsitzender der Maurergewerkschaft im Département Aude und trat 1975 der Parti socialiste (PS) bei, welcher er bis 2003 angehörte. 1989 wurde er Gemeindevertreter, 2001 Bürgermeister von Mailhac. Seit 2003 vertritt er den Canton Ginestas im Generalrat des Départements Aude. Er ist der Kandidat einer Gruppe von Bürgermeistern, die verschiedenen politischen Parteien angehören. Bei seiner Wahl wird er von der trotzkistischen Arbeiterpartei „Parti des travailleurs“ unterstützt. Als Gründungsmitglied des Comité national pour la reconquête des services publics et de la Démocratie (Nationales Komitee zur Wiedergewinnung der Dienste an der Öffentlichkeit und der Demokratie) kämpft er für die kleinen Kommunen, die seiner Meinung nach keine Unterstützung vom Staat erfahren. Sein Schlagwort „candidat par les maires“, sprich, „Kandidat der Bürgermeister“ wurde ihm jedoch gerichtlich untersagt´, da nicht alle französischen Bürgermeister für seine Wahl plädierten. Fortan durfte er sich nur noch „candidat par des maires“, also „Kandidat von Bürgermeistern“ nennen. Zu seinem Programm gehört der Bruch mit der Europäischen Union.
Nach dem vorläufigen amtlichen Endergebnis erhielt er 123.540 Stimmen (0,34 %).